# 王崇 (安成侯)
王崇（前1世纪—前31年），字少子，西汉外戚，东平陵（今山东省济南市东）迁居魏郡元城县委粟里。

## 生平
王禁之四子，汉成帝生母皇太后王政君及成帝大将軍王鳳的同母弟。建始元年（前32年）封为安成侯。建始二年（前31年）王崇去世，谥号共侯。

## 后代

### 子
王奉世，是王崇的遗腹子，前30年袭封安成侯，公元9年去世，谥号靖。

### 孙
王持弓，公元10年袭封安成侯，新朝王莽灭亡时断絶。